# Hôpital de la Floride
L'hôpital de la Floride (en anglais, Florida Hospital) comprend un ensemble de vingt-cinq hôpitaux : sept hôpitaux dans la région d’Orlando et dix-huit autres dans le reste de la Floride. Il est géré par l'Adventist Health System (le système de santé adventiste) de la Floride, appartenant à l'Église adventiste du septième jour – le plus grand système de santé protestant à but non lucratif aux États-Unis. L'hôpital principal est situé à Orlando.
L'hôpital de la Floride comprend aussi Centra Care, soit trente-trois centres de soins à travers la Floride.

## Histoire

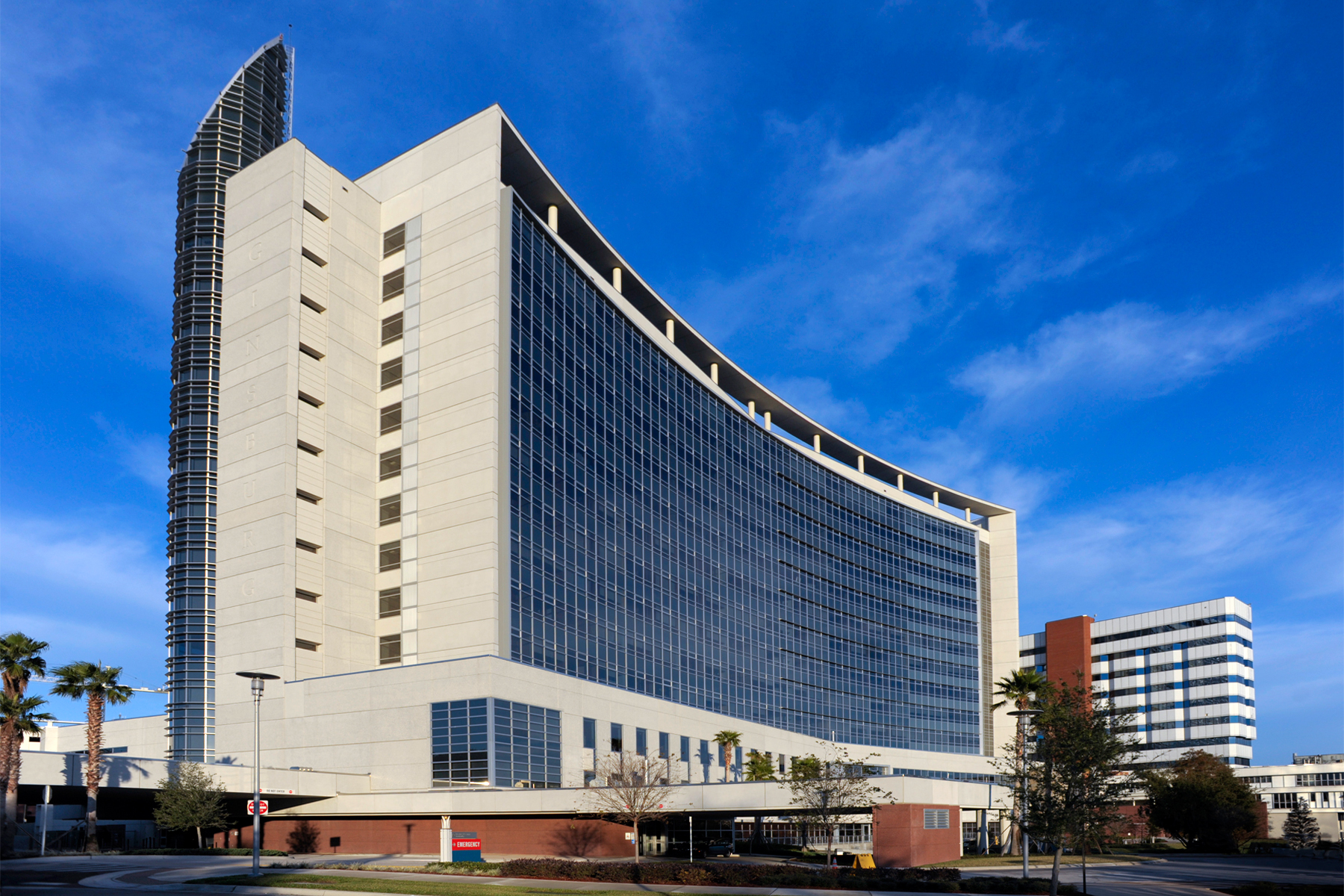
L’hôpital de la Floride – Orlando

L'hôpital de la Floride démarra en 1908. Une petite communauté rassembla plus de 9000 dollars pour acheter un hôpital de vingt lits près du lac Estelle à Orlando. Depuis, l'hôpital de la Floride s'est beaucoup développé. Il comprend aujourd'hui sept hôpitaux dans la région d’Orlando totalisant plus de 2400 lits. À lui seul, celui d'Orlando contient 1393 lits.
L’hôpital de la Floride est affilié à l’Université adventiste des sciences sanitaires, situé sur le site d’Orlando. 
En 2010, le gouverneur de la Floride décerna à l'hôpital de la Floride le prestigieux prix Sterling d'excellence.  

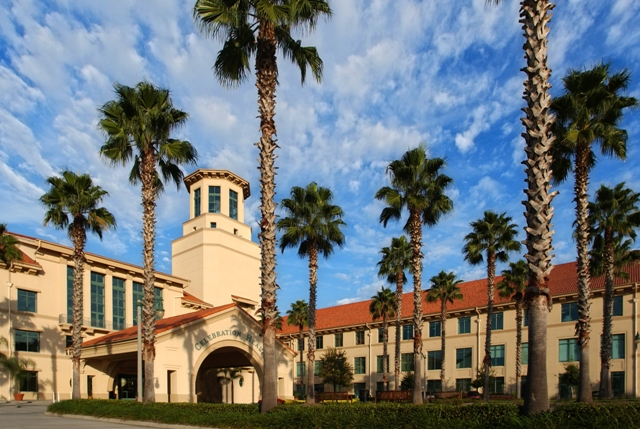
L’hôpital de la Floride – Célébration de la santé
Cet établissement, ressemblant davantage à un hôtel qu’à un hôpital, est conçu, structuré et organisé sur les principes des huit lois de la santé.

## Services
L'hôpital de la Floride est équipé d'une excellente technologie médicale. Il contient des instituts reconnus sur le cancer, la cardiologie, le diabète, l'orthopédie et la neuroscience. Il dispose d'un service d'urgence.

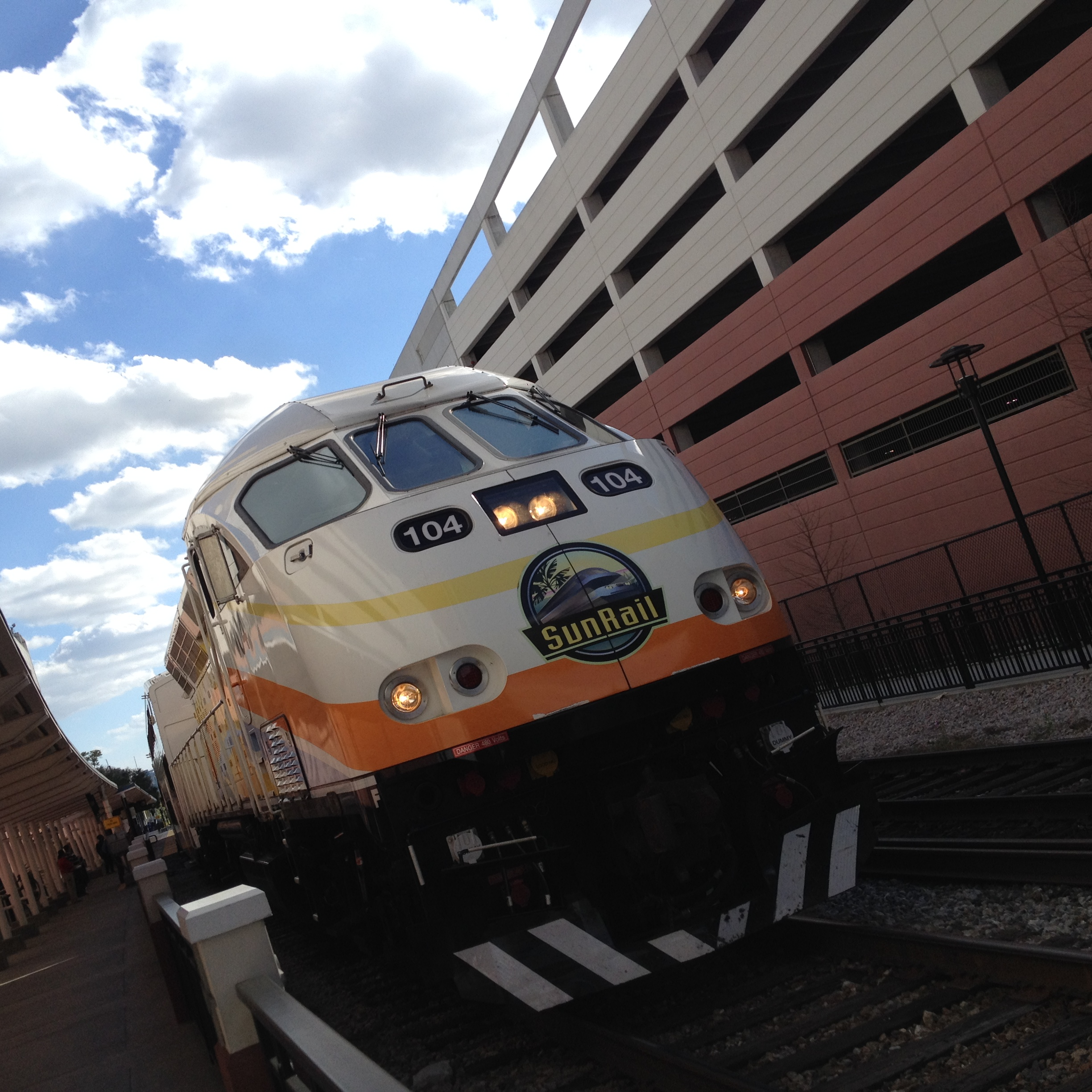
Station de train de
l’hôpital de la Floride – Winter Park

### Hôpitaux dans la région d’Orlando
- Hôpital de la Floride – Orlando

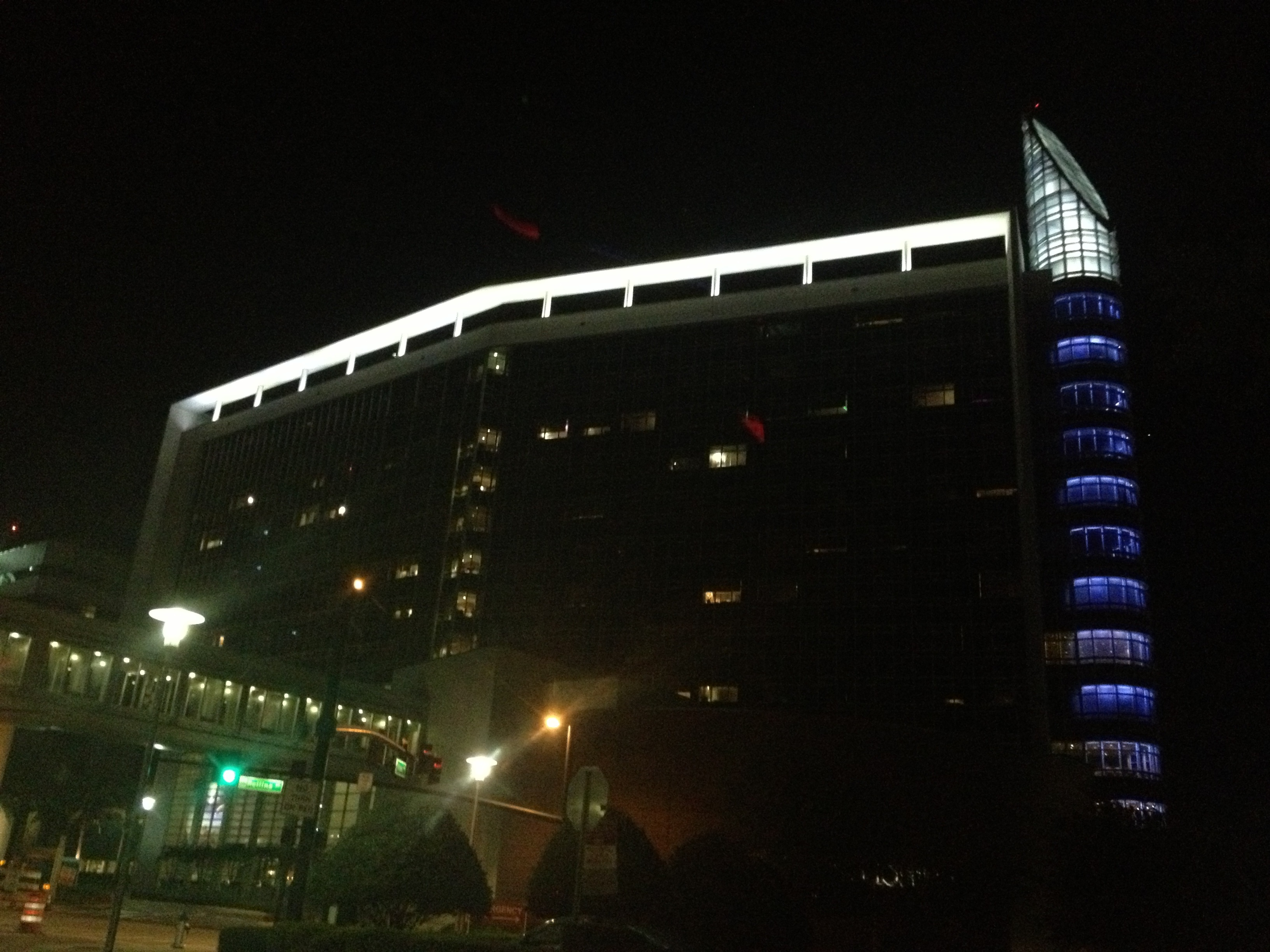
L’hôpital de la Floride – Orlando, de nuit

- Hôpital de la Floride – Altamonte
- Hôpital de la Floride – Apopka
- Hôpital de la Floride – Célébration de la santé, à Celebration
- Hôpital de la Floride – Orlando Est
- Hôpital de la Floride – Kissimmee
- Hôpital-mémorial – Winter Park

### Hôpitaux dans le reste de la Floride
- Hôpital de la Floride – Carrollwood
- Hôpital de la Floride pour les enfants, à Orlando
- Hôpital de la Floride – DeLand
- Hôpital de la Floride – Fish Memorial
- Hôpital de la Floride – Flagler
- Hôpital de la Floride – Centre médical Heartland
- Hôpital de la Floride – Lake Placid
- Hôpital de la Floride – Centre médical mémorial
- Hôpital de la Floride – North Pinellas
- Hôpital de la Floride – Oceanside
- Hôpital de la Floride – Institut Pepin Heart
- Hôpital de la Floride – Tampa
- Hôpital de la Floride – Waterman
- Hôpital de la Floride – Wauchula
- Hôpital de la Floride – Wesley Chapel
- Hôpital de la Floride – Winter Garden
- Hôpital de la Floride – Zephyrhills

#### Fonctionnement
- Hôpital de la Floride : l'art de guérir, l'esprit de soigner
- Visite virtuelle de la tour Ginsburg à l'hôpital de la Floride - Orlando
- Centre d'innovation des soins à l'Hôpital de la Floride - Célébration de la santé
- Institut global de la robotique

#### Informations
- Hôpital de Floride -- Orlando
- Hôpital de Floride -- Altamonte
- Hôpital de Floride -- Apopka
- Hôpital de Floride -- Celebration Health
- Hôpital de Floride -- Orlando Est
- Hôpital de Floride -- Kissimmee
- Hôpital-mémorial -- Winter Park
- Centra Care